# Männikkö-Aapon kari
Männikkö-Aapon kari är en halvö i Finland. Den ligger i sjön Ainali och i kommunen Haapavesi i den ekonomiska regionen  Haapavesi-Siikalatva ekonomiska region  och landskapet Norra Österbotten, i den centrala delen av landet, 500 km norr om huvudstaden Helsingfors.